# Радомир Црквењаков
Радомир Црквењаков (Нови Сад, рођен 2. децембра 1946) српски је молекуларни биолог и академик, ван радни члан састава Одељења природно-математичких наука Српске академије наука и уметности од 23. октобра 1997. и Одељења хемијских и биолошких наука од 8. јуна 1998.

## Биографија
Завршио је Природно-математички факултет 1969. године и докторат на Харварду 1974. Радио је као ванредни професор динамичке биохемије на Природно-математичком факултету Универзитета у Београду од 1986. године и на Одељењу за биолошка и медицинска истраживања Националне лабораторије у Аргону од 1991. Предавао је „Геном човека 2001: револуционарни почетак миленијума” у Српској академији науке и уметности 20. фебруара 2001. Ван радни је члан састава Одељења природно-математичких наука од 23. октобра 1997. и Одељења хемијских и биолошких наука од 8. јуна 1998.